# Eutrichota nigriscens
Eutrichota nigriscens är en tvåvingeart som först beskrevs av Fan och Qian 1982.  Eutrichota nigriscens ingår i släktet Eutrichota och familjen blomsterflugor. Inga underarter finns listade i Catalogue of Life.